# Arthur Evans

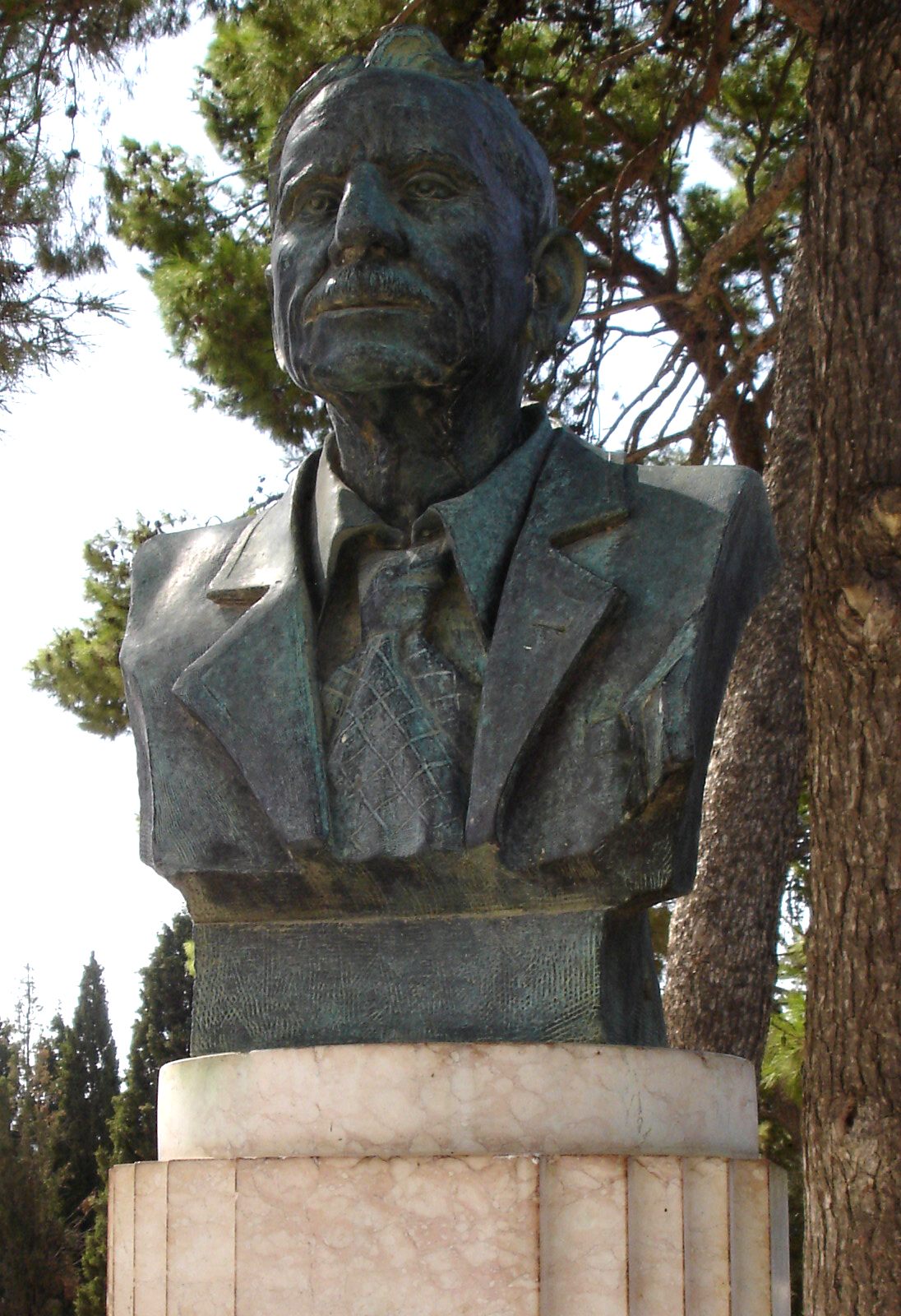
Arthur Evans bronzszobra Knósszoszban

Sir Arthur John Evans (Nash Mills, 1851. július 8. – Boars Hill, 1941. július 11.) a brit régészet egyik leghíresebb alakja, a régészet történetének Heinrich Schliemannhoz mérhető nagysága. Nevéhez fűződik a Kréta szigetén fekvő ókori minószi civilizáció fővárosának, Knósszosznak felfedezése és feltárása, a krétai piktografikus írásmódú feliratok (lineáris A és lineáris B) megtalálása, és általában az égeikum bronzkori civilizációinak első rendszeres vizsgálata.
Schliemann és Evans ismerték egymást, sőt Schliemann már tervezte Knósszosz feltárását, de annak megkezdése előtt meghalt. Evans tulajdonképpen Schliemann munkáját folytatta, megvásárolta a kutatási területet. Hamar felismerte azonban, hogy Schliemann véleményével ellentétben itt nem a mükénéi kupolasírok dinasztiája krétai vetületét találta meg, hanem egy teljesen önálló eredetű, a mükénéinél is régebbi bronzkori nagyhatalom fővárosában kutat.

## Élete
John Evans és Harriet Ann Dickinson első gyermekeként született. Anyai nagyapja, John Dickinson papírmalmok tulajdonosa volt, apja elismert régész és műkedvelő geológus, aki 1851-től a családi vállalkozás teljes jogú tagjává vált: innen ered a régiségek iránti szeretete és a vagyoni háttér. Tanulmányait Harrow, Oxford és Göttinga egyetemein végezte, majd a hieroglifikus írások keltették fel érdeklődését. A knósszoszi feltárások finanszírozása nagyrészt a családi vállalatból történt. Ebben apja támogatását is maga mögött tudta.
A tanítási szünetekben hegymászást gyakorolt a Kárpátokban, Svédországban és Finnországban. Mindenhol antropológiai és néprajzi megfigyeléseket is végzett, számos rajzot és feljegyzést készített.

## Kréta
1878-ban Minosz Kalokairinosz görög régész kezdett feltárásokat Krétán, de nem sokkal később a török kormány felfüggesztette a krétai ásatásokat. Heinrich Schliemann meghalt 1890-ben, Kréta pedig 1894-ben lett független szigetállam. Eredetileg nem kívánt hosszabb időt Krétán tölteni. Amint a szigetet bebarangolta, az ő figyelmét is felkeltették a hatalmas rom- és törmeléktömegek. Evans 1900-ban vásárolta meg azt a telket, amin ásni kívánt. Egy év múlva kijelentette: legalább még egy évre van szüksége. Valójában negyed évszázad múlva is ott ásott, ahol rövid időt szándékozott tölteni! Ásóját Kréta földjébe süllyesztette, és egy rejtélyes sziget talajába ütközött.
Rövidesen 3000 darab agyagtáblát talált, és ezek lefordítását elsődleges feladatának tekintette. Az agyagtáblák és a rétegtan alapján feltette, hogy Knósszosz megelőzte a Schliemann által megtalált Mükéné és Tirünsz fénykorát. A feltárt palota rengeteg helyisége emlékeztette őt egy labirintusra, ezért feltette, hogy ez volt Minósz király palotája, a híres Daidalosz által épített Labirintus, ahol a rémítő Minótauroszt őrizték. Megerősítette ebben az a tény, hogy a palota falain rengeteg freskót talált, amik a bikakultusz létezését tanúsították. 1905-ben fejezte be knósszoszi ásatásait.
Krétába íráskutatás végett jött Evans, aki az első krétai írásjeleket 1894-ben ismertette. Közel kétezer cseréptáblácskát sikerült felszínre hoznia lineáris A rendszerű írásjelekkel, s ezek nyomán 1948-ban a félig magyar származású amerikai Alice Kober erre jutott: „egy ismeretlen nyelv ismeretlen írását nem lehet megfejteni”. 1950-ben a tübingeni Ernst Sittig professzor alkalmazta először az ókori nyelvészet terén a katonai titkosírások megfejtésének két világháború között kifejlesztett módszerét. Elsőre megfejtette a krétai lineáris B írás 11, majd később 30 jelét. 1953-ban az angol Michael Ventrisnek kezébe került egy agyagtábla, melyet Pülosz szigetén az amerikai Carl Blegen ásott ki, s olyan jelcsoportosítást tartalmazott, melyet el is tudott olvasni: ugyanis görög nyelven íródott!
Evanst 1911-ben lovaggá ütötték régészeti eredményeinek elismeréseképp.
Makkay János szerint Evans háttérmunkája nagyban hozzájárult Magyarország megcsonkításához. Tény, hogy a hatóságok kiutasították a birodalomból, illetve temetésén a jugoszláv kormány is képviseltette magát.

## Művei
- Evans, Arthur John. Through Bosnia and the Herzegóvina on foot during the insurrection, August and September 1875; with an historical review of Bosnia and a glimpse at the Croats, Slavonians, and the ancient republic of Ragusa. London: Longmans, Greens and Co. (1876) Webváltozat
- Evans, Arthur John. The Mycenaean Pillar Cult and its Mediterranean Relations with Illustrations from Recent Cretan Finds 1901. MacMillan and Co. Limited Webváltozat
- Evans, Arthur John, Index by Joan Evans. The Palace of Minos: a comparative account of the successive stages of the early Cretan civilization as illustrated by the discoveries at Knossos. London: MacMillan and Co (1921) Webváltozat